# Orsolobidae
Orsolobidae Cooke, 1965 è una famiglia di ragni appartenente all'infraordine Araneomorphae.

## Etimologia
Il nome deriva probabilmente dal greco ὃρσω, òrso, forma passiva del verbo ὃρνυμι, cioè che riesce a drizzare, e λοβός, lobòs, cioè punta del dorso, per la capacità di far ergere l'opistosoma lobato, ed il suffisso -idae, che designa l'appartenenza ad una famiglia.

## Caratteristiche
Sono ragni di dimensioni comprese fra 2 e 4 millimetri, tutti provvisti di sei occhi.

## Distribuzione
La maggior parte dei generi sono distribuiti in Nuova Zelanda e in Australia; i generi Afrilobus e Azanialobus si rinvengono nell'Africa meridionale; infine i generi Chileolobus, Mallecolobus, Orsolobus, Osornolobus, Falklandia e Losdolobus sono tipici dell'America meridionale.

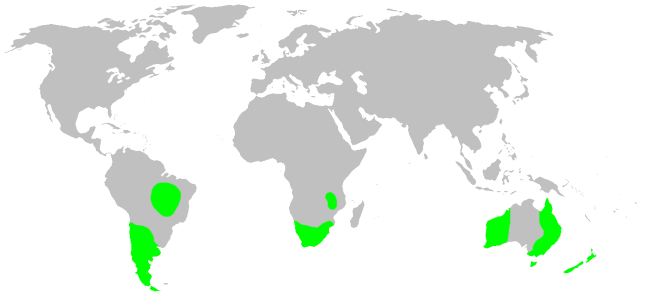
Orsolobidae, distribuzione

## Tassonomia
Nel 1985 vennero separati dalla famiglia Dysderidae e in seguito alcuni generi sono stati qui trasferiti dalla famiglia Oonopidae.
Attualmente, a novembre 2020, si compone di 30 generi e 188 specie:
1. Afrilobus Griswold & Platnick, 1987 - Africa
2. Anopsolobus Forster & Platnick, 1985 - Nuova Zelanda
3. Ascuta Forster, 1956 - Nuova Zelanda
4. Australobus Forster & Platnick, 1985 - Australia
5. Azanialobus Griswold & Platnick, 1987 - Sudafrica
6. Basibulbus Ott, Platnick, Berniker & Bonaldo, 2013 - Cile
7. Bealeyia Forster & Platnick, 1985 - Nuova Zelanda
8. Calculus Purcell, 1910 - Sudafrica
9. Chileolobus Forster & Platnick, 1985 - Cile
10. Cornifalx Hickman, 1979 - Tasmania
11. Dugdalea Forster & Platnick, 1985 - Nuova Zelanda
12. Duripelta Forster, 1956 - Nuova Zelanda
13. Falklandia Forster & Platnick, 1985 - Isole Falkland
14. Hickmanolobus Forster & Platnick, 1985 - Tasmania
15. Losdolobus Platnick & Brescovit, 1994 - Brasile
16. Mallecolobus Forster & Platnick, 1985 - Cile
17. Maoriata Forster & Platnick, 1985 - Nuova Zelanda
18. Orongia Forster & Platnick, 1985 - Nuova Zelanda
19. Orsolobus Simon, 1893 - Cile, Argentina
20. Osornolobus Forster & Platnick, 1985 - Cile
21. Paralobus Forster & Platnick, 1985 - Nuova Zelanda
22. Pounamuella Forster & Platnick, 1985 - Nuova Zelanda
23. Subantarctia Forster, 1955 - Nuova Zelanda
24. Tangata Forster & Platnick, 1985 - Nuova Zelanda
25. Tasmanoonops Hickman, 1930 - Australia
26. Tautukua Forster & Platnick, 1985 - Nuova Zelanda
27. Turretia Forster & Platnick, 1985 - Nuova Zelanda
28. Waiporia Forster & Platnick, 1985 - Nuova Zelanda
29. Waipoua Forster & Platnick, 1985 - Nuova Zelanda
30. Wiltonia Forster & Platnick, 1985 - Nuova Zelanda